# Гоцирідзе Бека Віссаріонович
Бе́ка Вісса́ріонович Гоцирі́дзе (груз. ბექა გოცირიძე, *17 серпня 1988) — грузинський футболіст, нападник клубу «Мерані» (Мартвілі) та, в минулому, збірної Грузії.

## Клубна кар'єра
Вихованець СШ-35 м.Тбілісі, професійну кар'єру розпочав у футбольному клубі «Зестафоні» з однойменного міста. У вищому дивізіоні чемпіонату Грузії провів 68 матчів, відзначився 11 голами. В сезоні 2007—2008 у складі «Зестафоні» став володарем Кубка Грузії. У фінальному матчі змагань забив другий гол своєї команди, який виявився вирішальним.
6 січня 2009 року 20-річний нападник, який встиг стати одним із улюбленців місцевих вболівальників, підписав 4-річний контракт з дніпропетровським «Дніпром». За умовами трансферу «Зестафоні» отримав за гравця 1 мільйон €, що стало другим за величиною трансфером в історії грузинських клубів.
У вищій лізі чемпіонату України дебютував 7 березня 2009 року у матчі «Шахтар» — «Дніпро» (1:0). Загалом за головну команду «Дніпра» провів 3 матчі.
14 червня 2009 року гравець, перебуваючи на батьківщині, потрапив у автомобільну аварію. В результаті аварії було пошкоджено селезінку, яку лікарям довелося видалити. Після тривалого відновлення поновив виступи на футбольному полі у березні 2010 року, у весняній частині сезону 2009—2010 провів 10 ігор у складі молодіжної команди «Дніпра» у першості дублерів, відзначившись одним забитим голом.
Перед початком сезону 2010—2011 перейшов на правах оренди до складу криворізького «Кривбаса». Протягом осінньої частини сезону декілька разів виходив на поле у складі основної команди криворізького клубу, під час зимового міжсезоння повернувся до Дніпропетровська, весняну частину сезону провів, граючи за молодіжну команду «Дніпра».
2013 року повернувся в рідний чемпіонат, підписавши контракт з клубом «Діла», після чого грав у клубі «Саско».
З 2015 року став виступати за клуб «Мерані» (Мартвілі).

## Виступи за збірну
Викликався до юнацьких збірних Грузії різних вікових категорій. За національну збірну Грузії почав виступати у 2008 році, провів 11 матчів, відзначився одним голом.

## Досягнення
- Володар Кубка Грузії: 2007–2008.